# Volugrafo Aermoto 125

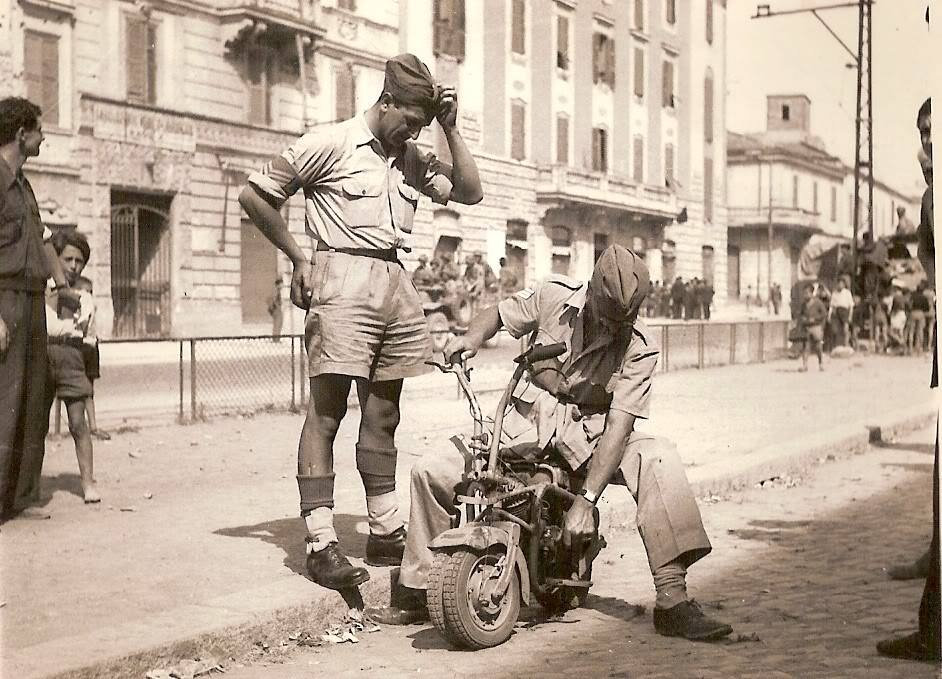
Aeromoto Volugrafo catturata in Italia da soldati inglesi

La Volugrafo Aermoto 125 (Aermoto aviolanciabile "Volugrafo") è una motocicletta paracadutabile italiana prodotta nel 1942 dalle Officine Meccaniche Volugrafo di Torino per il Regio Esercito.

## Storia
Questa moto deriva dal progetto del 1936 per una motoleggera realizzato dell'ingegnere Claudio Belmondo. Allo scoppio della seconda guerra mondiale, le Potenze dell'Asse iniziarono a pianificare l'Operazione C3 per l'invasione di Malta. Il Regio Esercito richiese quindi dei mezzi aviotrasportabili ed aviolanciabili per equipaggiare le Divisioni paracadutisti. Le Officine Meccaniche Volugrafo iniziarono lo sviluppo di una moto lanciabile con il paracadute partendo dalla motoleggera di Belmondo. L'abbandono dell'operazione comportò un rallentamento della realizzazione dell'Aermoto, che fu presentata solo nel 1942 ed entrò in produzione l'anno successivo. Il Regio Esercito commissionò un primo lotto di 600 Aermoto, destinate ad uno dei battaglioni della 183ª Divisione paracadutisti "Ciclone", in via di costituzione nella zona di Tarquinia nell'estate del 1943. La moto equipaggiò anche la Scuola paracadutisti di Tarquinia, il Reggimento "San Marco" e, dopo l'armistizio di Cassibile, i Nuotatori Paracadutisti (N.P.) della Xª Flottiglia MAS. La produzione, dopo il bombardamento degli impianti della Volugrafo di Torino, fu spostata a Favria, nel Canavese, e continuò fino al 1944 attestandosi in totale sui 2000 esemplari. I tedeschi fecero incetta di queste moto, sia sottraendole alla sciolta "Ciclone", sia proseguendone la produzione; esse furono assegnate in particolare alle unità paracadutiste della Luftwaffe impegnate sulla costa adriatica e nella zona di Roma.

## Tecnica
Il telaio è a doppia culla, rigido, in tubolari d'acciaio. Il motore è un monocilindrico a due tempi da 123 cm³, erogante 2 CV a 3600 giri/min (alesaggio mm.52, corsa mm.56, rapporto di compressione 1:6). Carburatore Dell'Orto T2/16 a comando unico con diaframma per chiusura dell'aria dell'avviamento (getto 80, diffusore 16). Accensione con alternatore/magnete, volano con rotazione sinistra Bosch tipo ULA 1 CL 27 con anticipo fisso. I gas di scarico vengono convogliati nei tubolari del telaio. La trasmissione è a catena, il cambio è a due velocità con riduttore ed i freni a tamburo. Gli pneumatici delle due ruote sono gemellate. Sul serbatoio da 9,5 litri è fissato il sellino, in grado di ospitare un solo paracadutista; un piccolo carrello a due ruote (Carrello Aviolanciabile tipo "AV") può essere agganciato ad un supporto sferico e può essere utilizzato per il trasporto di un secondo militare o di materiali e munizioni. In configurazione di lancio, il manubrio viene ripiegato in avanti sulla ruota anteriore; la moto assume così la forma di un parallelepipedo e può essere inserita nell'apposito contenitore, al quale viene agganciato il paracadute. Dopo l'atterraggio, il condizionamento (l'estrazione dal contenitore ed il raddrizzamento ed il bloccaggio del manubrio in posizione di marcia) richiede appena 2 minuti.